# マリウシュ・レヴァンドフスキ
マリウシュ・レヴァンドフスキ（ポーランド語: Mariusz Lewandowski、1979年5月18日 - ）は、ポーランド・レグニツァ出身で同国代表であった元サッカー選手。現サッカー指導者。。現役時代のポジションはDF。現在はブルク＝ベット・テルマリカ・ニエチェツァの監督を務めている

## 経歴

### クラブ
1996年にポーランドのザグウェンビェ・ルビンでプロデビューし、1999年にディスコボリア・グロヂスク・ヴィエルコポルスキに移籍した。
2000年の夏、ウクライナのFCシャフタール・ドネツクに移籍した。
2017年11月28日、ザグウェンビェ・ルビンの監督に就任した。

### 代表
ポーランド代表として2002年2月10日、親善試合のフェロー諸島代表戦で代表デビューを飾った。2006 FIFAワールドカップメンバーに選ばれ、UEFA EURO 2008にも出場した。

## 代表歴

### 出場大会
- ポーランド代表
  - 2006 FIFAワールドカップ

### 試合数
- 国際Aマッチ 66試合 5得点（2002年-2013年）[1]

| ポーランド代表 | 国際Aマッチ | 国際Aマッチ |
| 年             | 出場        | 得点        |
| -------------- | ----------- | ----------- |
| 2002           | 5           | 0           |
| 2003           | 6           | 0           |
| 2004           | 7           | 0           |
| 2005           | 5           | 1           |
| 2006           | 7           | 0           |
| 2007           | 12          | 1           |
| 2008           | 14          | 2           |
| 2009           | 8           | 1           |
| 2010           | 0           | 0           |
| 2011           | 0           | 0           |
| 2012           | 0           | 0           |
| 2013           | 2           | 0           |
| 通算           | 66          | 5           |

## タイトル
クラブ
FCシャフタール・ドネツク
- ウクライナ・プレミアリーグ 2001-02, 2004-05, 2005-06, 2007-08
- ウクライナ・カップ 2002, 2004, 2008
- ウクライナ・スーパーカップ 2005, 2008
- UEFAカップ 2008-09